# Jaroslavl Rebels
Gli Jaroslavl Rebels sono una squadra di football americano di Jaroslavl', in Russia.

## Dettaglio stagioni

### Tornei nazionali

#### Campionato

##### Campionato russo/LAF
| Stagione | regular season | regular season | regular season | regular season | regular season | regular season | playoff | playoff | playoff | playoff | playoff | playoff   | playoff    |
|          | Vin            | Par            | Per            | Tot            | PF             | PS             | Vin     | Per     | Tot     | PF      | PS      | risultato | avversaria |
| -------- | -------------- | -------------- | -------------- | -------------- | -------------- | -------------- | ------- | ------- | ------- | ------- | ------- | --------- | ---------- |
| 2014     | 0              | 0              | 5              | 5              | 33             | 224            | -       | -       | -       | -       | -       | -         | -          |
| 2015     | 0              | 0              | 8              | 8              | 21             | 343            | -       | -       | -       | -       | -       | -         | -          |
| 2016     | 2              | 0              | 5              | 7              | 49             | 229            | -       | -       | -       | -       | -       | -         | -          |
| 2017     | 1              | 0              | 6              | 7              | 131            | 230            | -       | -       | -       | -       | -       | -         | -          |
| 2018     | 0              | 0              | 7              | 7              | 80             | 302            | -       | -       | -       | -       | -       | -         | -          |
| Totale   | 3              | 0              | 31             | 34             | 314            | 1328           | -       | -       | -       | -       | -       |           |            |

Fonti: Enciclopedia del Football - A cura di Roberto Mezzetti

##### EESL Pervaja Liga
| Stagione | regular season | regular season | regular season | regular season | regular season | regular season | playoff | playoff | playoff | playoff | playoff | playoff   | playoff    |
|          | Vin            | Par            | Per            | Tot            | PF             | PS             | Vin     | Per     | Tot     | PF      | PS      | risultato | avversaria |
| -------- | -------------- | -------------- | -------------- | -------------- | -------------- | -------------- | ------- | ------- | ------- | ------- | ------- | --------- | ---------- |
| 2020     | 2              | 0              | 1              | 3              | 98             | 60             | -       | -       | -       | -       | -       | -         | -          |
| Totale   | 2              | 0              | 1              | 3              | 98             | 60             | -       | -       | -       | -       | -       |           |            |

Fonti: Enciclopedia del Football - A cura di Roberto Mezzetti

#### Coppa
| Stagione | regular season | regular season | regular season | regular season | regular season | regular season | playoff | playoff | playoff | playoff | playoff | playoff          | playoff       |
|          | Vin            | Par            | Per            | Tot            | PF             | PS             | Vin     | Per     | Tot     | PF      | PS      | risultato        | avversaria    |
| -------- | -------------- | -------------- | -------------- | -------------- | -------------- | -------------- | ------- | ------- | ------- | ------- | ------- | ---------------- | ------------- |
| 2015     | -              | -              | -              | -              | -              | -              | 0       | 1       | 1       | 19      | 22      | Quarti di finale | Moscow Bruins |
| Totale   | -              | -              | -              | -              | -              | -              | 0       | 1       | 1       | 19      | 22      |                  |               |

Fonti: Enciclopedia del Football - A cura di Roberto Mezzetti

### Tornei locali

#### North Cup
| Stagione | regular season | regular season | regular season | regular season | regular season | regular season | playoff | playoff | playoff | playoff | playoff | playoff   | playoff    |
|          | Vin            | Par            | Per            | Tot            | PF             | PS             | Vin     | Per     | Tot     | PF      | PS      | risultato | avversaria |
| -------- | -------------- | -------------- | -------------- | -------------- | -------------- | -------------- | ------- | ------- | ------- | ------- | ------- | --------- | ---------- |
| 2018     | 2              | 0              | 0              | 2              | 76             | 0              | -       | -       | -       | -       | -       | Campioni  | -          |
| Totale   | 2              | 0              | 0              | 2              | 76             | 0              | -       | -       | -       | -       | -       |           |            |

Fonti: Enciclopedia del Football - A cura di Roberto Mezzetti

#### Coppa di Carelia
| Stagione | regular season | regular season | regular season | regular season | regular season | regular season | playoff | playoff | playoff | playoff | playoff | playoff     | playoff            |
|          | Vin            | Par            | Per            | Tot            | PF             | PS             | Vin     | Per     | Tot     | PF      | PS      | risultato   | avversaria         |
| -------- | -------------- | -------------- | -------------- | -------------- | -------------- | -------------- | ------- | ------- | ------- | ------- | ------- | ----------- | ------------------ |
| 2015     | -              | -              | -              | -              | -              | -              | 1       | 1       | 2       | 24      | 22      | Terzo posto | Rhinos Cherepovets |
| Totale   | -              | -              | -              | -              | -              | -              | 1       | 1       | 2       | 24      | 22      |             |                    |

Fonti: Enciclopedia del Football - A cura di Roberto Mezzetti

### Riepilogo fasi finali disputate
| Anno              | Luogo        | Evento                           | Fase del torneo      | Incontro                              | Risultato |
| 19 settembre 2015 | Petrozavodsk | Coppa di Russia/Coppa di Carelia | Quarti di finale     | Moscow Bruins - Jaroslavl Rebels      | 22 - 19   |
| 20 settembre 2015 | Petrozavodsk | Coppa di Carelia                 | Finale 3º - 4º posto | Jaroslavl Rebels - Rhinos Cherepovets | 5 - 0     |

## Palmarès
- 1 North Cup (2018)